# كليفتون ويب
ويب بارملي هولينبيك (بالإنجليزية: Webb Parmelee Hollenbeck)‏، (ولد: 19 نوفمبر 1889، توفي: 13 أكتوبر 1966) المعروف مهنيا باسم كليفتون ويب، كان ممثل، راقص ومغني أمريكي، عُرف بأدواره في الأفلام التالية التي رشحته لجائزة أوسكار مثل: لورا (1944)، حد الشفرة (1946).

## روابط خارجية
- كليفتون ويب على موقع IMDb (الإنجليزية)
- كليفتون ويب على موقع الموسوعة البريطانية (الإنجليزية)
- كليفتون ويب على موقع روتن توميتوز (الإنجليزية)
- كليفتون ويب على موقع ألو سيني (الفرنسية)
- كليفتون ويب على موقع تيرنر كلاسيك موفيز (الإنجليزية)
- كليفتون ويب على موقع أول موفي (الإنجليزية)
- كليفتون ويب على موقع قاعدة بيانات برودواي على الإنترنت (الإنجليزية)
- كليفتون ويب على موقع قاعدة بيانات برودواي على الإنترنت (الإنجليزية)
- كليفتون ويب على موقع قاعدة بيانات الأفلام السويدية (السويدية)
- كليفتون ويب على موقع إن إن دي بي (الإنجليزية)